# Valentina Scandolara
Valentina Scandolara (* 1. Mai 1990 in Soave) ist eine italienische Radsportlerin, die Rennen auf Straße und Bahn bestreitet.

## Sportliche Laufbahn
2005 und 2006 wurde Valentina Scandolara italienische Jugend-Meisterin im Straßenrennen. 2007 belegte sie bei den Junioren-Straßenweltmeisterschaften Rang drei und wurde Junioren-Europameisterin, jeweils im Straßenrennen, im Jahr darauf errang sie erneut den Titel der Junioren-Europameisterin sowie erstmals den nationalen Titel als Junioren-Straßenmeisterin. Zudem gewann sie bei Junioren-Weltmeisterschaften Silber im Punktefahren auf der Bahn und war mit zwei Medaillen auch bei den Junioren-Bahneuropameisterschaften erfolgreich.
2009 erhielt Scandolara ihren ersten Vertrag bei einem UCI Women’s Team. 2011 wurde sie U23-Europameisterin im Punktefahren. 2013 gewann sie eine Etappe des Giro del Trentino Alto Adige. Im Jahr darauf errang sie den bis dahin größten Erfolg ihrer Radsportlaufbahn, als sie bei den UCI-Straßen-Weltmeisterschaften 2014 mit ihrem Team Orica-AIS die Silbermedaille im Mannschaftszeitfahren holte. 2015 gewann sie eine Etappe der Tour Cycliste Féminin International de l’Ardèche und 2017 das Eintagesrennen Dwars door de Westhoek.
Nach dem La Course by Le Tour de France bestritt Valentina Scandolara keine Rennen mehr in der Saison 2017. Grund waren gesundheitliche Probleme, die sich innerhalb von zwei Jahren verschlimmert hatten. Ihr Körper sei nicht mehr „derselbe“, und in den letzten Monaten habe sie mehr Ärzte konsultiert als in den Jahren zuvor zusammen, schrieb sie in den sozialen Netzwerken. Sie trennte sich von ihrem bisherigen Team WM3, um zunächst allein zu trainieren. Ab August 2018 startete sie für das Team TIBCO-Silicon Valley Bank, ab 1. April 2019 für Cogeas-Mettler. Nach zwei Saisons bei Aromitalia-Basso Bikes-Vaiano (2021/22) wechselte sie 2023 zum Team Denver Disruptors der US-amerikanischen National Cycling League.

## Berufliches
Im Januar 2018 machte Valentina Scandolara beim Weltradsportverband UCI im schweizerischen Aigle eine Fortbildung zur Sportlichen Leiterin.

## Erfolge

### Straße
2005
- Italienische Jugend-Meisterin – Straßenrennen

2006
- Italienische Jugend-Meisterin – Straßenrennen

2007
- Juniorinnen-Weltmeisterschaft – Straßenrennen
- Junioren-Europameisterin – Straßenrennen

2008
- Junioren-Europameisterin – Straßenrennen
- Italienische Junioren-Meisterin – Straßenrennen

2013
- eine Etappe Thüringen-Rundfahrt

2014
- Weltmeisterschaft – Mannschaftszeitfahren
- eine Etappe Giro del Trentino Alto Adige

2015
- eine Etappe Tour Cycliste Féminin International de l’Ardèche

2017
- Dwars door de Westhoek

### Bahn
2008
- Junioren-Weltmeisterschaft – Punktefahren
- Junioren-Europameisterschaft – Scratch
- Junioren-Europameisterschaft – Mannschaftsverfolgung (mit Giada Balzan und Rossella Callovi)

2011
- U23-Europameisterin – Punktefahren